# Valentine (tenk)
Valentine (službeno eng. Infantry Tank Valentine) je bio britanski pješadijski tenk u Drugom svjetskom ratu. Projektirale su ga tvrtke Vickers i Armstrong koristeći dizajn i komponente s prijašnjih tenkova, Cruiser Mk I i Cruiser Mk II. Za razliku od prijašnjih tenkova za koje je ministarstvo rata izdalo posebne zahtjeve u vezi tehničkih specifikacija tenka, Valentine je bio projekt kojeg je tvrtka Vickers predložila dva dana prije blagdana sv. Valentina 1938. godine, zbog čega je i dobio ime Valentine. Prvi ugovor o proizvodnji 275 tenkova je potpisan u srpnju 1939. bez da je bio napravljen probni model jer su sve komponente bile već korištene na prijašnjim tenkovima. Prvi serijski model je izašao iz tvornice svibnju 1940. godine. Proizvodnja je trajala do početka 1944. godine i ukupno je proizvedeno više od 8000 primjeraka u 11 inačica (markova), što je gotovo četvrtina proizvodnje svih britanskih tenkova za vrijeme rata. Od ovog broja, 1420 ih je proizvedeno u Kanadi i svi kanadski primjerci osim prvih 30 koji su korišteni za trening posada su poslani u Sovjetski savez.
Valentine je projektiran kao pješadijski tenk, s najvećom debljinom oklopa 65 mm. Zbog nedovoljnog broja lakih tenkova, tijekom 1940. – 1941. su korišteni u opremanju oklopnih divizija iako su bili prespori za tu ulogu. Prvi puta su korišteni u borbi u pustinjama sjeverne Afrike 1941. godine. Sudjelovali su u gotovo svim većim bitkama na sjeveru Afrike. Sudjelovali su i u invaziji na Italiju, u zapadnoj Europi, na Madagaskaru 1942. i u nekim sukobima na Tihom oceanu u jedinicama Novog Zelanda. Mnogo ih je preinačeno u vozila raznih namjena kao DD-tenkovi, nosači mostova, zapovjedna vozila itd.

### Zajednički poslužitelj
|  | Zajednički poslužitelj ima još gradiva o temi Valentine (tenk) |